# Tasimelteon
Tasimelteon (tên thương mại Hetlioz) là một loại thuốc được Cục Quản lý Thực phẩm và Dược phẩm Hoa Kỳ (FDA) phê duyệt  vào tháng 1 năm 2014 để điều trị chứng rối loạn giấc ngủ không 24 giờ (còn gọi là Non-24, N24 và N24HSWD). Vào tháng 6 năm 2014, Cơ quan Dược phẩm Châu Âu đã chấp nhận đơn đăng ký EU cho tasimelteon  và vào tháng 7 năm 2015, loại thuốc này đã được phê duyệt ở Châu Âu để điều trị chứng rối loạn nhịp thức giấc không 24 giờ ở người trưởng thành mù hoàn toàn, nhưng không phải trong trường hợp hiếm hơn của những người không 24 tuổi.
TASimelteon là một chất chủ vận chọn lọc cho các thụ thể melatonin MT1 và MT2, tương tự như các thành viên khác của nhóm chất chủ vận thụ thể melatonin trong đó ramelteon (2005) và agomelatine (2009) đã được phê duyệt đầu tiên. Khi điều trị N24HSWD, cũng như melatonin hoặc các dẫn xuất melatonin khác, bệnh nhân có thể cải thiện thời gian ngủ trong khi dùng thuốc. Sự đảo ngược về hiệu suất giấc ngủ cơ bản xảy ra trong vòng một tháng sau khi ngừng thuốc.

## Phát triển
Tasimelteon (trước đây gọi là BMS-214.778) được phát triển để điều trị chứng mất ngủ và các rối loạn giấc ngủ khác. Một thử nghiệm giai đoạn II về rối loạn giấc ngủ nhịp sinh học đã được kết thúc vào tháng 3 năm 2005. Một thử nghiệm mất ngủ giai đoạn III đã được thực hiện vào năm 2006. Một thử nghiệm giai đoạn III thứ hai về chứng mất ngủ, lần này liên quan đến chứng mất ngủ nguyên phát, đã được hoàn thành vào tháng 6 năm 2008  Năm 2010, FDA đã cấp tình trạng thuốc mồ côi cho tasimelteon, sau đó được coi là một loại thuốc điều tra, để sử dụng cho người lớn bị mù hoàn toàn với N24HSWD. (Thông qua các cơ chế như giảm bớt quá trình phê duyệt và kéo dài thời gian độc quyền, tình trạng thuốc mồ côi khuyến khích phát triển thuốc trong các điều kiện hiếm hoi mà nếu không có thể thiếu khuyến khích thương mại.)
Khi hoàn thành các thử nghiệm giai đoạn III, các nghiên cứu về các thử nghiệm lâm sàng của nhóm nghiên cứu đã kết luận rằng loại thuốc này có thể có tiềm năng điều trị chứng mất ngủ thoáng qua trong các rối loạn giấc ngủ nhịp sinh học. Một nghiên cứu kéo dài một năm (2011 2015) tại Harvard đã thử nghiệm việc sử dụng tasimelteon ở những đối tượng mù với chứng rối loạn giấc ngủ không 24 giờ. Thuốc chưa được thử nghiệm ở trẻ em cũng như ở bất kỳ người không mù nào.

## FDA chấp thuận
Vào tháng 5 năm 2013, Vanda Dược đã nộp Đơn đăng ký Thuốc mới cho Cục Quản lý Thực phẩm và Dược phẩm để điều trị chứng rối loạn giấc ngủ không 24 giờ ở những người mù hoàn toàn. Nó đã được FDA chấp thuận vào ngày 31 tháng 1 năm 2014 dưới tên thương hiệu Hetlioz. Theo ý kiến của Public Citizen, một nhóm vận động, FDA đã sai lầm cho phép nó được dán nhãn mà không nêu rõ rằng nó chỉ được chấp nhận sử dụng bởi những người mù hoàn toàn. Tuy nhiên, FDA đã cập nhật thông cáo báo chí vào ngày 2 tháng 10 năm 2014 để làm rõ việc sử dụng Hetlioz được phê duyệt, bao gồm cả những người khiếm thị và mù. Bản cập nhật không thay đổi nhãn thuốc (thông tin kê đơn).

## Độc tính
Các thí nghiệm với động vật gặm nhấm cho thấy suy giảm khả năng sinh sản, sự gia tăng một số bệnh ung thư và các tác dụng phụ nghiêm trọng trong thai kỳ với liều lượng vượt quá mức được coi là "liều người".